# Дом породице Павловић
Дом породице Павловић се налази у Београду, у улици Господар Јевремовој 39 и представља непокретно културно добро као споменик културе.
Кућа је подигнута 1882. године као приземна породична кућа Косте Ст. Павловића, тадашњег начелника Министарства унутрашњих послова и бившег управника нишке вароши по ослобођењу од Турака. Пре изградње, Коста Павловић заједно са професором Љубом Ковачевић и генералом Јованом Мишковићем (потоњи председници Српске краљевске академије) купује плацеве у низу, на дунавској падини. До данас је сачуване  ,,сведоџбе“ тадашњег градоначелника Ж. М. Блазнавца о куповини плацева.

## Урбанистички развој Дунавске падине
Крајем 19. века Београд напушта модел оријенталне вароши са кривудавим улицама и сокацима који су пратили конфигурацију терена, и уређује се према принципима европског регулационог урбанизма, примењен прво на простор Вароши у шанцу, а затим у осталим градским зонама. Подижу се репрезентативна државна и дворска здања, паркови, верски и стамбени објекти у духу средњоевропске и западноевропске архитектуре. Трансформација Дунавске падине заснивала се на ортогоналној мрежи приближно једнаких величина градских блокова. Нова улична регулација вршена је и дуж Јевремове улице којом се трасирају парцеле правилног облика, подижу се породичне приземне зграде над подрумом и сутереном, чврсто зидане у печеној опеци са капијом на бочној страни која води у пространо двориште са цветном баштом. Таква имања припадала су вишем грађанском сталежу чије су куће градили српски архитекти школовани у Бечу, Пешти, Паризу и Минхену, и који су у тек ослобођену Србију донели дух модерне Европе. Мењао се приватни простор, ентеријер је испуњен европским намештајем и аксеосарима, што се посебно могло видети у кућама угледних Београђана.

## Уређење Јевремове улице у Београду
Међу првим грађанским кућама у Јевремовој улици конципираних у проевропском архитектонском маниру, била је кућа Косте и Анке Павловић, подигнута 1882. године. У то време била је то једна од највећих парцела на Дунавској падини коју је Коста, први управник нишке вароши и начелник министарства унутрашњих послова, купио миразом своје супруге Анке рођене Аћимовић. Поред њих, плац је купио Љуба Ковачевић, професор Велике школе и политичар, и генерал и академик Јован Мијушковић. Била су то три највећа плаца у Јевремовој улици пошто је урађено пресецање и уређење квартова београдских према првом урбанистичком плану Емилијана Јосимовића. Коста је на месту управника Града Ниша, 1878. године, донео Указ о организацији града, и по доласку у Београд посебну пажњу посветио је уређењу не само сопственог дома већ и улице у којој живи, те је тако радио на сређивању терена, рабаџије су на својим колима доносиле земљу са Теразија како би поравнао нагиб парцеле са улицом, калдрмисао је тротоар испред куће што се сматра првим приватним улагањима у инфраструктуру града. До Првог светског рата била је то мирна стамбена улица са дрворедима без скоро и једне трговачке радње, са приземницама које одликује дух европске архитектуре и стила живота.

## Архитектура
Грађена је поступком карактеристичним за крај 19. века, опеком у кречном малтеру са масивним зидовима премошћеним плитким пруским сводовима. Споља је била обликована у класицистичком маниру. Имала је пет соба и велико предсобље. У сутеренском делу била је кухиња и још једно одељење. 
Кућа је у  Првом светском рату оштећена, а потом обновљена је 1927. године када је дозидан спрат са мансардом према пројекту архитекте Александра Секулића, складно уклопљен у постојећи архитектонски концепт објекта. Фасаде су обновљене једнообразно, у духу академизма са декоративним елементима у виду пиластера, конзола, венаца, и прозорских оквира. Вертикалност фасаде постигнута је каменим квадерима дуж ивица зграде, средишњим ризалитом и прозорима који су изведени у виду врата са декоративном гвозденом оградом попут француског балкона. Главни колски улаз, који је из времена изградње, састоји се из два слободна ступца и гвоздене капије. Улаз у кућу је из дворишта на бочној фасади. Са дворишне стране изведена су одређена проширења према пројекту арх. Драгомира Тадића.
Башта породице Павловић проглашена је 2004. године за једну од најлепше уређених башти на Општини Стари град која представља праву цветну оазу у центру Београда.

## Место градског живота
У репрезентативним салонима Дома породице Павловић организовани су сусрети чланова Краљевског дома и дипломатског кора, уметника и научника међу којима су: Стојан Новаковић, Јован Цвијић, Јеврем Грујић, Сима Лозанић, Никола Пашић, Миленко Веснић, Михајло Петровић Алас, Бета Вукановић, Тома Росандић, Иван Мештровић, Јован Дучић, Милан Ракић и други.
Након Другог светског рата наступио је тежак период за предратну буржоазију и интелектуалну елиту. Породица је ипак успела да сачува кућу од претварања у друштвену имовину. Поред тога, у поткровљу куће одржаване су редовне седнице најстаријег ликовног удружења „Лада“ на којима присуствују Петар Лубарда, Михајло Томић, Цуца Сокић, Зуко Џумхур, Влада Величковић и други. После Другог светског рата, на првом спрату, организовани су скупови конзерватора културног наслеђа Србије и чланова међународног комитета за народно градитељство ICOMOS и UNESCO.

## Значајне личности
Познати чланови породице Павловић који су својим радом и друштевним залагањима обележили културни и политички живот Србије били су Коста Ст. Павловић, градоначелник Ниша, његова жена Анка, оснивач и први председник Женског друштва у Нишу; њихов син Стеван Павловић, правник и дипломата, помоћник министра спољних послова, носилац звезде Легије части, председник Друштва пријатеља Француске; унук Коста Павловић, дипломата и шеф кабинета председника владе Душана Симовића и Слободана Јовановића, књижевник и историчар; праунук Стеван К. Павловић, професор емеритус балканске историје на универзитету у Саутемптону и сарадник Краљевског историчарског друштва; унука Лепосава – Бела Павловић, академски сликар, професор француског језика, лектор и сарадник САНУ и доживотни председник „Ладе”; унук Доброслав - Бојко Павловић, проф. др арх. конзерватор, један од оснивача Друштва конзерватора у земљи, носилац ордена Св. Саве I реда.
Породица Павловић је део свог уметничког блага даривала институцијама културе и образовања, Народном музеју у Београду, Галерији Бељански и Матици Српској у Новом Саду, и већи део библиотеке Шумадијској епархији у Крагујевцу. Данашњи потомци су конзерваторским приступом очистили тробојни четрворолист и годину 1882. који су уклесани у подни мозаик улазног хола у приземљу 2003. године.
Почетком двехиљадитих, у подруму Дома, отворен је Културни центар са сталном изложбеном поставком која представља богату збирку уметничких и етнолошких предмета и докумената шест генерација породице Павловић коју су чинили, и даље чине: дипломате, министри, правници, преводиоци и уметници. Збирка обухвата богату архиву, старе фотографије са посветама, дипломе, ордење и указе, признања, делове старе градске одеће, живописне ношње, архаично покућство и друге предмети из свакодневног живота 19. и прве половине 20. века.